# Heiðarfjall
Heiðarfjall är en kulle i republiken Island. Toppen på Heiðarfjall är 224 meter över havet.